# موسسه بین المللی مطالعات آسیایی
موسسه بین المللی مطالعات آسیایی ( IIAS ) یک موسسه تحقیقاتی و پلت فرمی برای تبادل دانش است که در شهر لیدن در کشور هلند مستقر است. این مؤسسه مطالعات بین‌رشته‌ای و فرابخشی را ترویج می‌کند و شرکایی در آسیا و سایر نقاط جهان دارد.
هدف مؤسسه بین المللی مطالعات آسیایی (IIAS) دستیابی به فهمی یکپارچه از واقعیت‌های امروز آسیا است. IIAS همچنین تلاش می کند تا در دنیایی که همه چیز در حال تغییر است، رویکردهای جدیدی برای مطالعات آسیایی اتخاذ کند تا از این طریق دانش سیاسی و انسانی به روزی درباره آسیا به دست دهد.

## شکل گیری و استقرار
مؤسسه بین‌المللی مطالعات آسیایی در سال ۱۹۹۳ میلادی (۱۳۷۲ شمسی) و در پی توصیه وزارت آموزش و علوم هلند و آکادمی سلطنتی هنر و علوم هلند (KNAW) تأسیس شد. 

این موسسه وابسته به دانشگاه لیدن، قدیمی‌ترین دانشگاه هلند و یکی از مهم‌ترین دانشگاه‌های اروپا و جهان است.
شهر لیدن یک انتخاب منطقی برای تاسیس این مؤسسه بود. چرا که این شهر نه تنها محل استقرار یک دانشگاه بزرگ و معتبر هلند (دانشگاه لیدن) است، بلکه بسیاری از مؤسسات مرتبط با آسیا را هم در خود جای داده است. 
 
از جمله این موسسات می توان به مؤسسه سلطنتی مطالعات آسیای جنوب شرقی و کارائیب (KITLV)، موزه Siebold House ژاپن ، مؤسسه هلند برای خاور نزدیک (NINO)، مؤسسه ملی موزه قوم شناسی و موزه ملی آثار باستانی اشاره کرد.

مؤسسه بین المللی مطالعات آسیایی اگرچه ساختمانی مجزا از دانشگاه دارد، اما توسط دانشگاه لیدن میزبانی می‌شود و فضای اداری و خدمات فناوری اطلاعات را از این دانشگاه می گیرد. از سال ۱۹۹۷ تا ۲۰۱۲، IIAS همچنین یک شعبه در آمستردام داشت که توسط دانشگاه آمستردام تسهیل می‌شد. با این حال بودجه اصلی IIAS از وزارت آموزش هلند دریافت می شود. مؤسسه علاوه بر این، از طریق کمک‌های مالی، یارانه‌ها و اجرای مشترک برنامه‌ها از منابع خارجی درآمد ایجاد می‌کند.

## فعالیت ها
فعالیت‌های اصلی IIAS به این شرح است:
- برنامه‌های تحقیقاتی میان مدت و بلند‌مدت (چند ساله) و ایجاد شبکه‌های دانشگاهی
- سازماندهی کنفرانس‌ها و میزگردهای بین‌المللی
- پشتیبانی مالی از محققان (فلوشیپ) و انتشار آثار آنها
- برگزاری مسترکلاس های تخصصی
- انتشار یک نشریه رایگان در مورد مطالعات آسیایی (با عنوان خبرنامه[۵])

همچنین طرح‌ها و برنامه‌های زیر از جمله ابتکارات اصلی مؤسسه است:
- شبکه دانش شهری آسیا (UKNA)[۷]
- شبکه همسایگی آسیای جنوب شرقی (SEANNET)
- علوم انسانی فراسوی مرزها: آسیا-آفریقا در جهان[۸]
- آسیا-آفریقا؛ یک محور جدید دانش[۹]
- مرکز مطالعات اقیانوس هند در لیدن
- کنوانسیون بین المللی دانش پژوهان آسیا (ICAS)[۱۰]
- اتحاد اروپایی برای مطالعات آسیایی [۱۱]
- مطالعات میراث انتقادی آسیا و اروپا

## محققان ایرانی‌ همکار
موسسه بین المللی مطالعات آسیایی با محققان ایرانی هم همکاری دارد.
مهدی پرویزی امینه استاد دانشگاه آمستردام، برنامه انرژی آسیا را در این موسسه راه اندازی کرد و همچنین در سال ۲۰۲۲ با همکاری انوشیروان احتشامی از دانشگاه دورهام انگلیس برنامه اقتصاد ژئوپلیتیکی انتقال انرژی را در IIAS پیش برد. 
امیربهرام عرب احمدی، عضو هیئت علمی دانشگاه تهران (دانشکده مطالعات جهان) هم از محققان موسسه بین المللی مطالعات آسیایی است. 